# 阿龙·迈尔斯
阿龙·马克斯·迈尔斯（英語：Aaron Marquez Miles，1983年4月13日—），美国NBA联盟前职业篮球运动员。